# Bacula
O Bacula é um conjunto de programas de computador de código aberto que permitem o gerenciamento de backups, restaurações e verificação de dados através de uma rede de computadores de diversos tipos. É relativamente fácil de usar e muito eficiente, enquanto oferece muitas funcionalidades avançadas de gerenciamento de armazenamento, as quais facilitam a encontrar e recuperar arquivos perdidos ou corrompidos. Com ele é possível fazer backup remotamente de Linux, Solaris, FreeBSD, NetBSD, Windows, Mac OS X, OpenBSD, HP-UX, Tru64, AIX e IRIX.

## Principais características do Bacula
- Estrutura cliente/servidor (permite backup centralizado em uma máquina, por exemplo);
- Estrutura modular independente (director, client, database, administration console);
- GPL - economia de custos com licenças, conhecimento e possibilidade de customização da ferramenta;
- Vários canais de suporte pela comunidade (mailing lists, foruns, IRC channel, etc);
- Farta documentação disponível na Internet;
- Portabilidade (módulos para específicos para diferentes sistemas operacionais);
- Infinidade de recursos para a customização de backups;
- Funcionalidade que permite a execução de scripts (ou executáveis) antes/depois do início de jobs (backup/restore), tanto no cliente quanto servidor Bacula;[2]
- Existência de ferramenta de operação por meio de linha de comando ou GUI (inclusive, com diferentes interfaces web desenvolvidas pela comunidades. Destaque: bacula-web – ferramenta de visibilidade gerencial, com gráficos);
- Suporte à maioria dos dispositivos de storage do mercado (inclusive mídias ópticas);
- Funcionalidades customizáveis para o envio de mensagens de log dos trabalhos de backup/restore ou ainda instruções para o operador de backup (diferentes perfis);
- 100% compatível com o esquema GFS;[3]
- Única ferramenta de backup multi-banco-de-dados;[carece de fontes?]
- Possui uma versão corporativa (não livre) que conta com diversos plugins exclusivos.[4]